# Brachyachne
Brachyachne (Benth.) Stapf é um género botânico pertencente à família Poaceae, subfamília Chloridoideae, tribo Cynodonteae.
As suas espécies são encontradas na África, Ásia e Australásia.

## Espécies
- Brachyachne ambigua Ohwi.
- Brachyachne chrysolepis C.E. Hubb.
- Brachyachne ciliaris (Benth.) C.E. Hubb.
- Brachyachne convergens (F. Muell.) Stapf.
- Brachyachne fibrosa C.E. Hubb.
- Brachyachne fulva Stapf.
- [Brachyachne kundelungensis Van der Veken.
- Brachyachne obtusiflora (Benth.) C.E. Hubb.
- Brachyachne patentiflora (Stent & Rattray) C.E. Hubb.
- Brachyachne pilosa Van der Veken.
- Brachyachne prostrata C.A. Gardner & C.E. Hubb.
- Brachyachne simonii Kupicha & Cope.
- Brachyachne tenella (R. Br.) C.E. Hubb.
- Brachyachne upembaensis Van der Veken.